# Trang trại giữa đồng hoang (phim)
Trang trại giữa đồng hoang (tiếng Nga: Хуторок в степи) là một bộ phim phiêu lưu dành cho thiếu nhi của đạo diễn Boris Buneyev, ra mắt lần đầu năm 1970.
Truyện phim dựa theo tiểu thuyết cùng tên của nhà văn Valentin Katayev.